# Station Hoscar
Hoscar is een spoorwegstation van National Rail in Lathom, West Lancashire in Engeland. Het station is eigendom van Network Rail en wordt beheerd door Northern Rail. 